# 金美错
金美错又名君玛错、久玛错（藏語：རྒྱུ་མ་མཚོ།，威利转写：rgyu ma mtsho，THL：Gyuma Tso）位于中国西藏自治区阿里地区革吉县境内，地处革吉县南部。湖面海拔5355米，面积16.8平方公里。湖形狭长。金美错属于昂拉仁错流域，湖水从东部流出。